# أنماري كرامر
أنّماري كرامر (بالهولندية: Annemarie Kramer)‏ هي منافسة ألعاب القوى هولندية، ولدت في 15 فبراير 1975 في هارلم في هولندا.

## وصلات خارجية
- أنّماري كرامر على موقع الاتحاد الدولي لألعاب القوى (الإنجليزية)
- أنّماري كرامر على موقع أوليمبيديا (الإنجليزية)